# Cratere Giliani
Giliani  è un cratere sulla superficie di Venere. Deve il suo nome ad Alessandra Giliani, anatomista fittizia medievale.